# Vestec (powiat Nymburk)
Vestec – gmina w Czechach, w powiecie Nymburk, w kraju środkowoczeskim. Według danych z dnia 1 stycznia 2013 liczyła 318 mieszkańców.